# Raguhn-Jeßnitz
Raguhn-Jeßnitz är en stad i Sachsen-Anhalt i Tyskland. Kommunen bildades 1 januari 2010 genom sammanslagning av de dåvarande kommunerna Altjeßnitz, Jeßnitz (Anhalt), Marke, Raguhn, Retzau, Schierau, Thurland och Tornau vor der Heide.